# Rhescyntis hermes
Rhescyntis hermes är en fjärilsart som beskrevs av Rothschild 1907. Rhescyntis hermes ingår i släktet Rhescyntis och familjen påfågelsspinnare. Inga underarter finns listade.